# Rifugio ai Caduti dell'Adamello
De Rifugio ai Caduti dell'Adamello is een berghut in de gemeente Spiazzo in de Italiaanse provincie Trente. De berghut ligt nabij de bergpas Passo della Lobbia Alta, op een hoogte van 3040 meter in de Adamellogroep.
De bouw van de hut begon in 1927 en werd twee jaar later afgerond. De Rifugio ai Caduti dell'Adamello beschikte toen over 32 bedden, een keuken en een woonkamer. Om plaats te kunnen bieden aan een van de eerst opgerichte Italiaanse zomerskischolen werd de capaciteit uitgebreid tot negentig bedden. Vanaf de Tweede Wereldoorlog begon de berghut als gevolg van de doorzettende verlagering van het gletsjerijs rondom de hut steeds verder weg te glijden. Diverse restauraties, waarbij de ondergrond met betonnen muren werd verstevigd, volgden.
De hut werd in de jaren '80 beroemd dankzij een bezoek van paus Johannes Paulus II en diens ontmoeting met Sandro Pertini alhier.